# Hongqi (automobile)
Pour les articles homonymes, voir Hongqi (homonymie).
Hongqi (prononcé HongCHi signifie « Drapeau Rouge ») est un constructeur automobile chinois de voiture de luxe appartenant au groupe FAW.

## Présentation
Hongqi a été lancée en 1958, ce qui en fait la marque de voiture particulière chinoise la plus ancienne. En chinois hongqi signifie "le drapeau rouge", un symbole du Parti communiste chinois. Les modèles initiaux Hongqi étaient destinés seulement pour les représentants gouvernementaux (des fonctionnaires) de haut rang et sont restés produites jusqu'à 1981. La marque a été relancée au milieu des années 1990.

## Historique
Hong Qi appartient au groupe chinois FAW, lui même associé à Volkswagen et à Audi. Les Hongqi sont devenues un symbole du nationalisme chinois.
En 2013, la Hongqi H7 est la voiture officielle des dignitaires du régime, elle est produite à 30 000 exemplaires.
La marque envisage une production de 300 000 vehicules pour 2025 avec 17 nouveaux modèles de voitures. HongQi envisage de développer 15 modèles électriques et un véhicule autonome.
En août 2020, le constructeur présente sa supercar hybride Hongqi S9, dévoilée sous forme de concept car au salon de Francfort 2019.

## Gamme actuelle
- H5
- H7
- H9
- L5
- E-HS3
- HS5
- EH7
- EHS7
- HS7
- EHS9

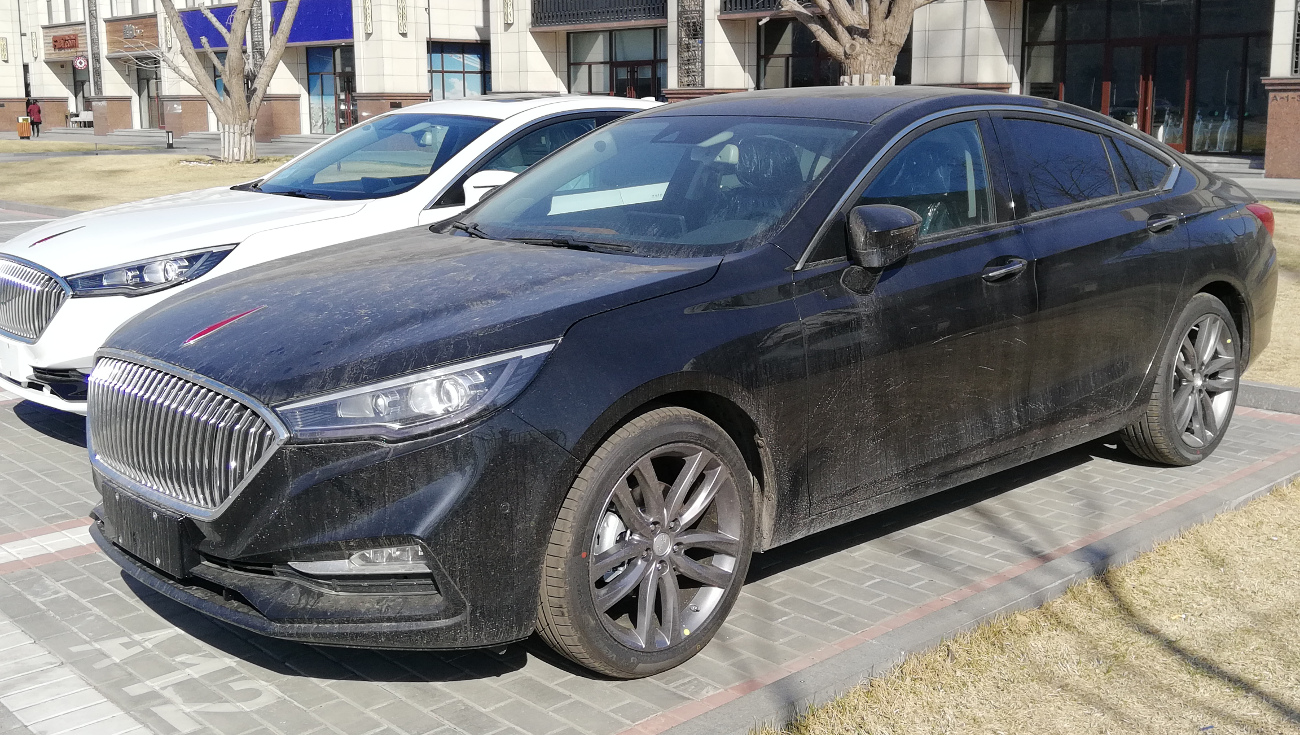
Hongqi H5
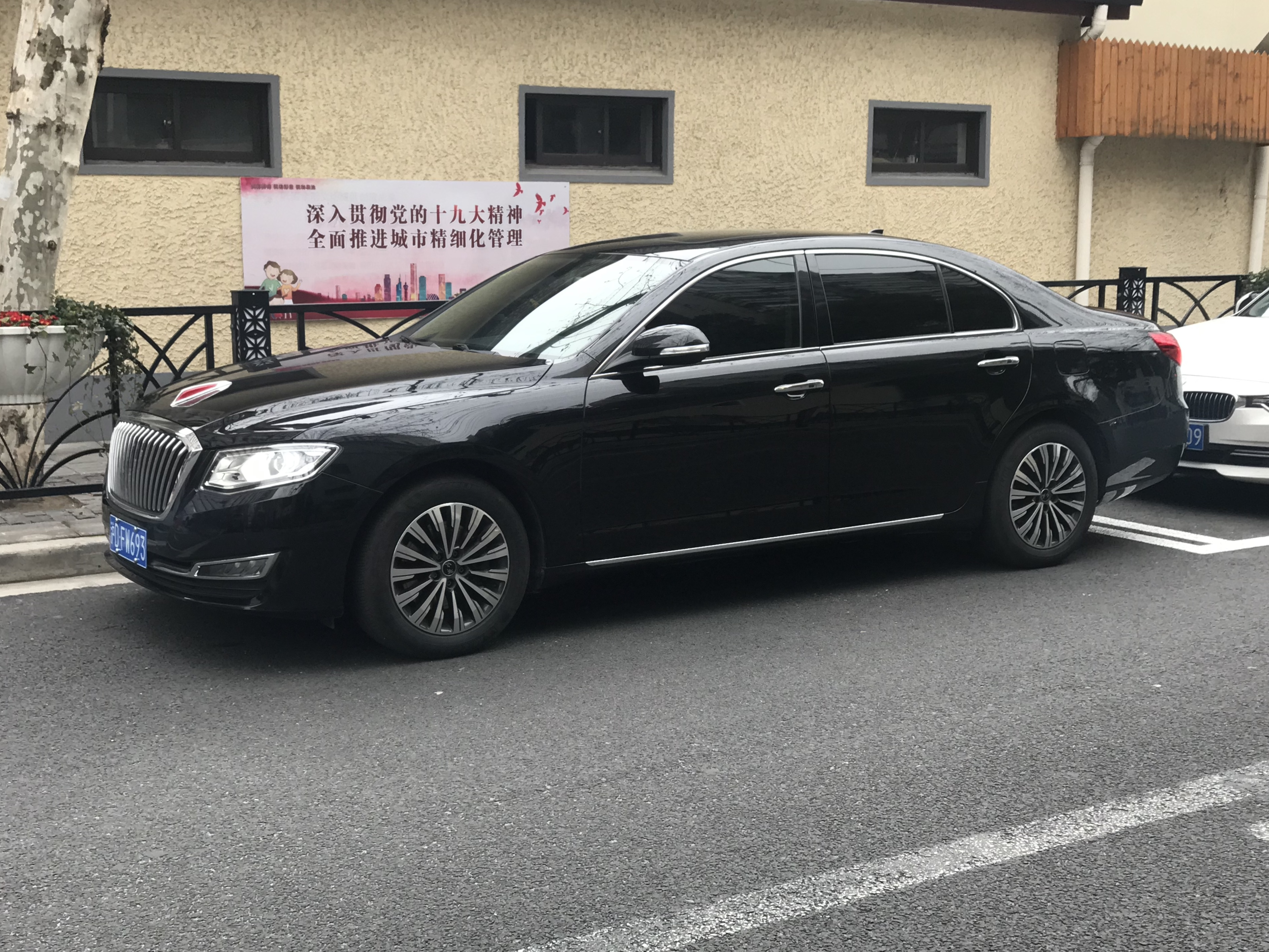
Hongqi H7 restylée
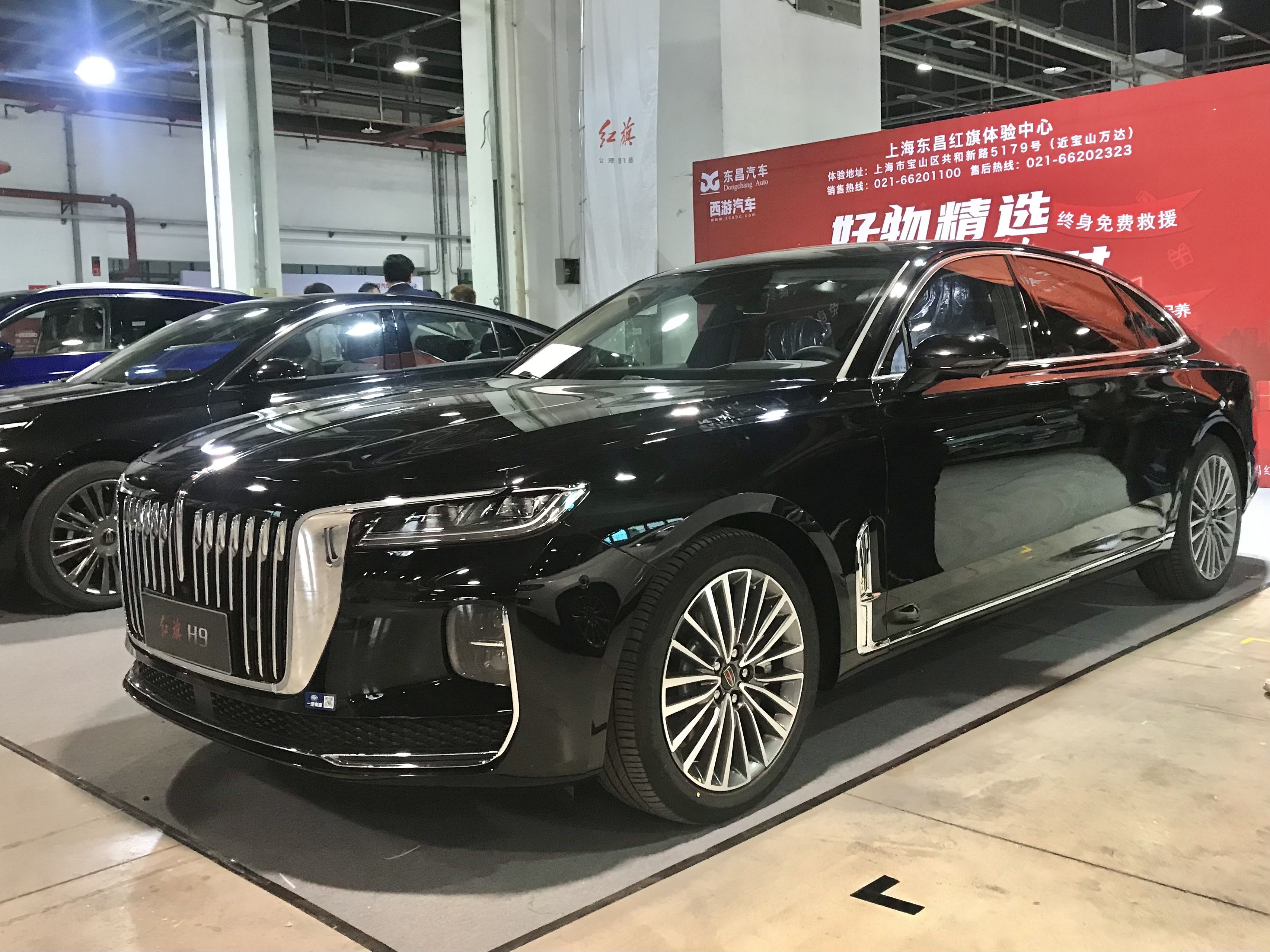
Hongqi H9
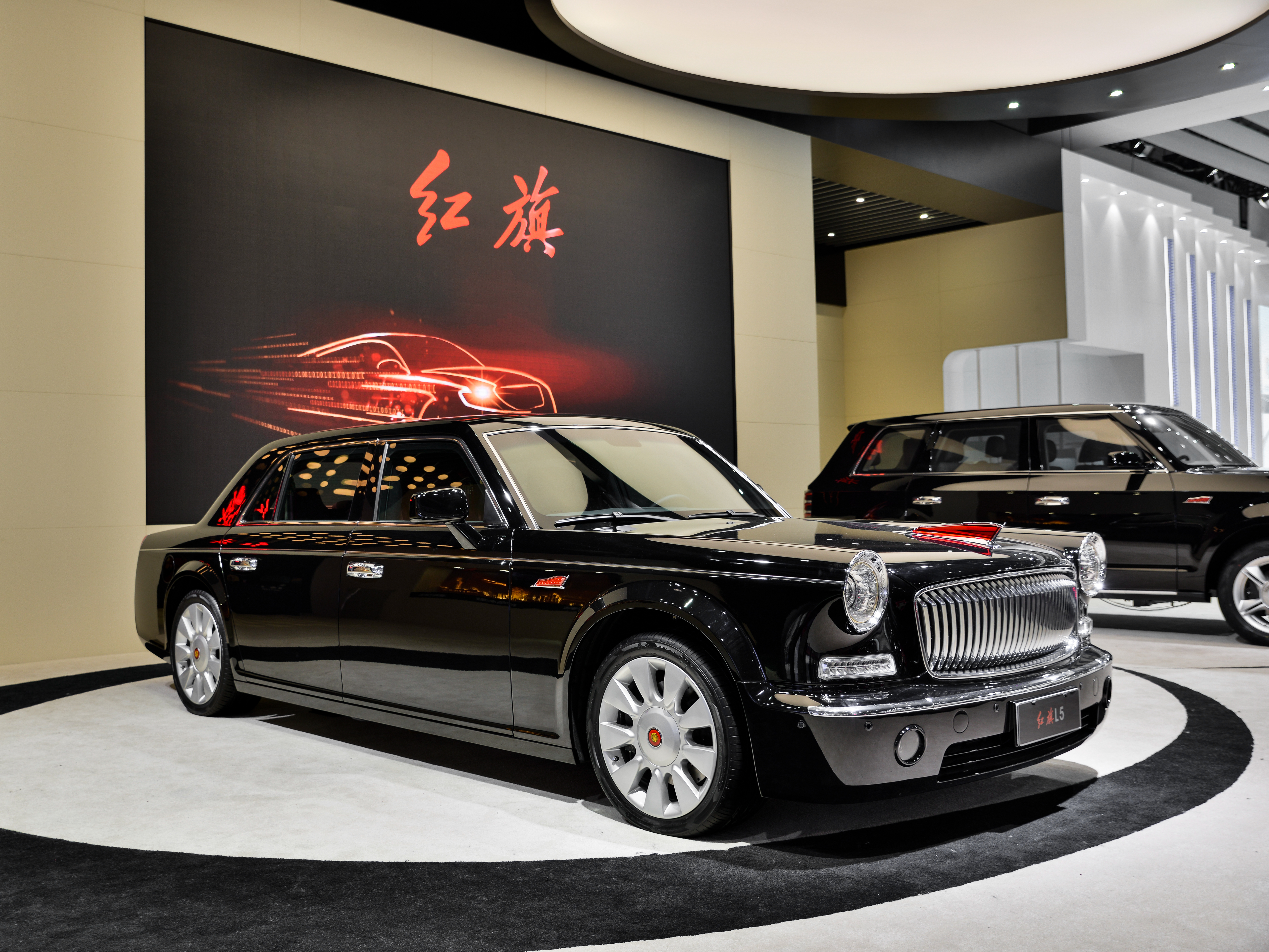
Hongqi L5
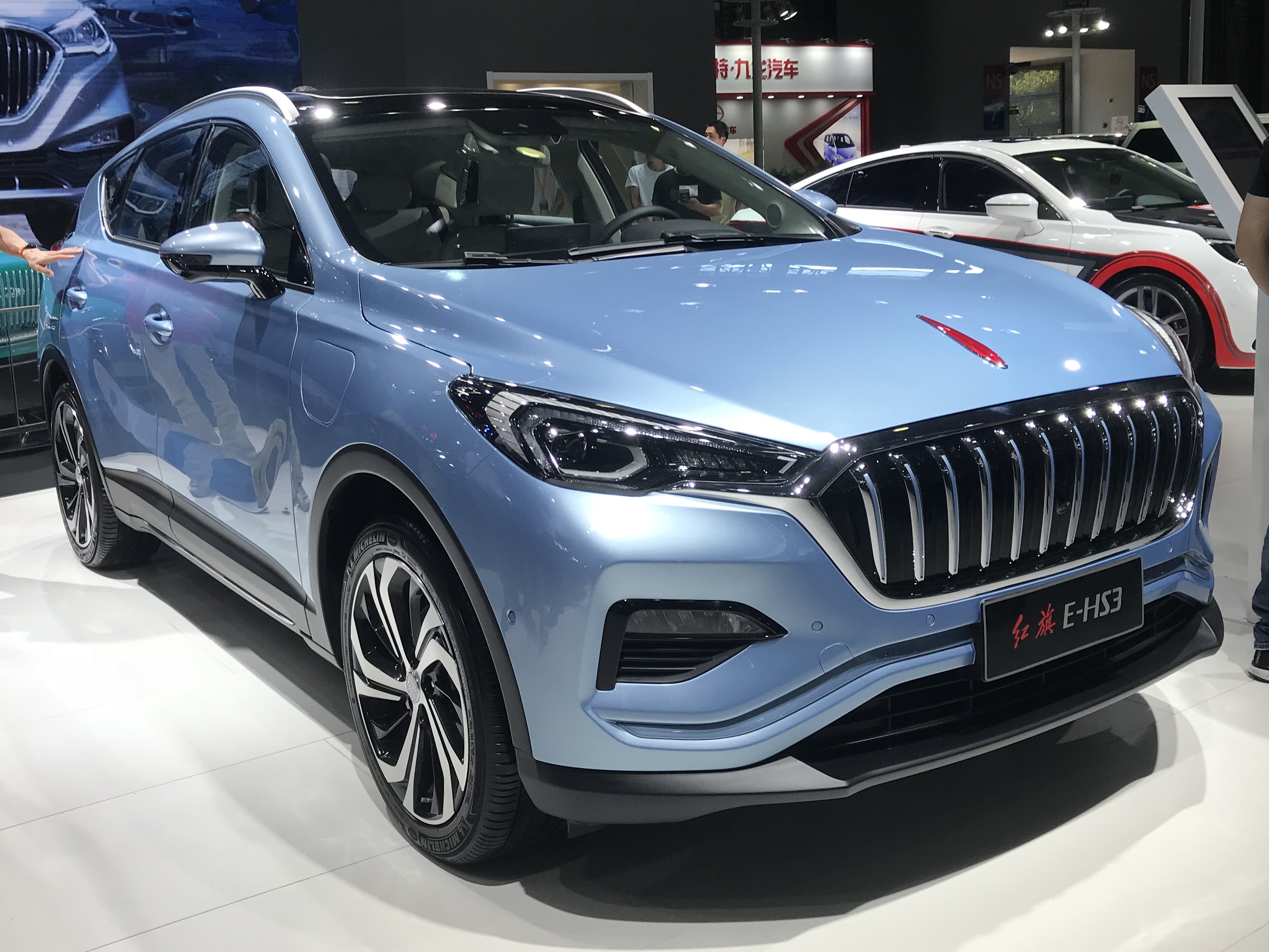
Hongqi E-HS3
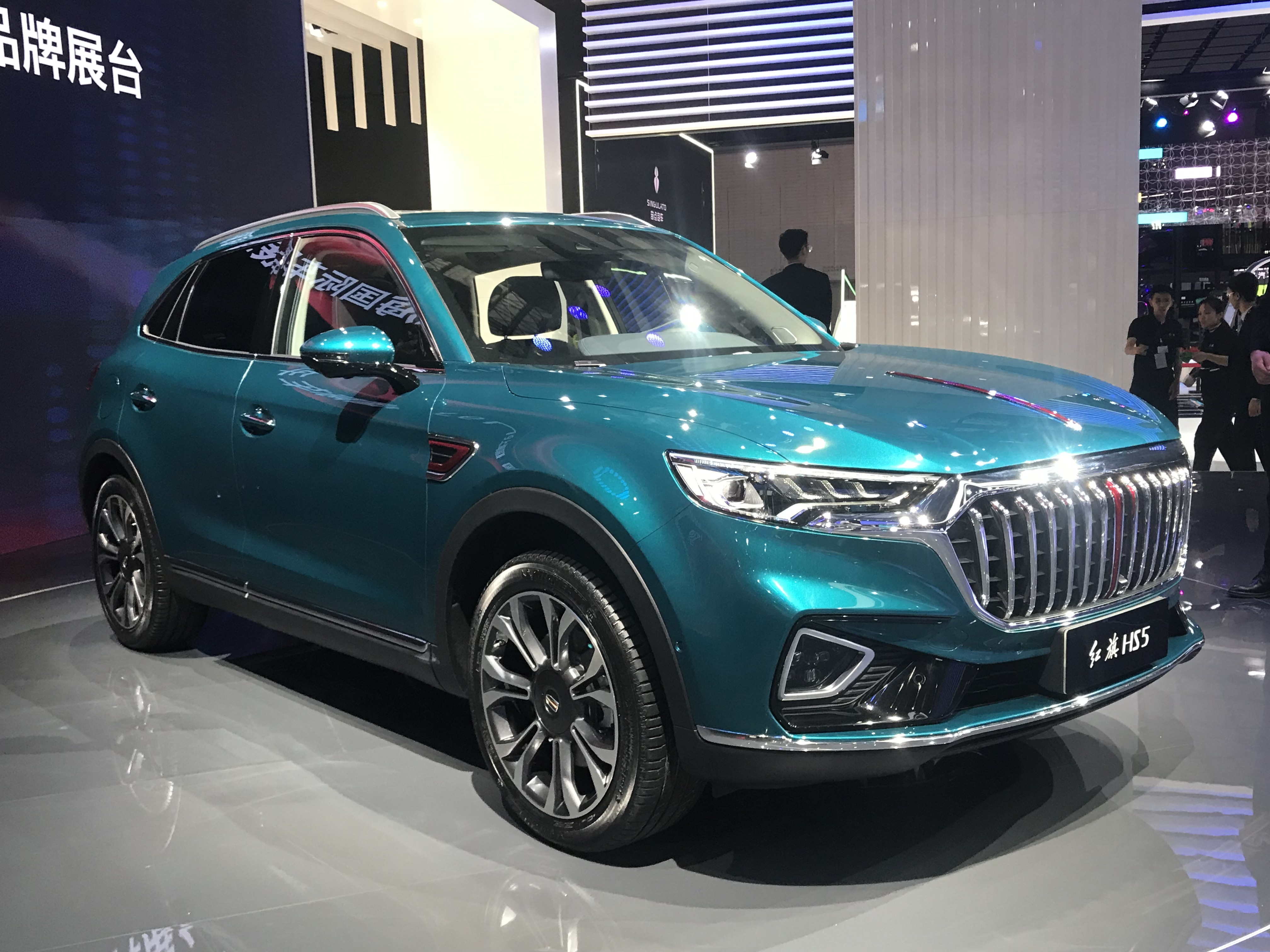
Hongqi HS5
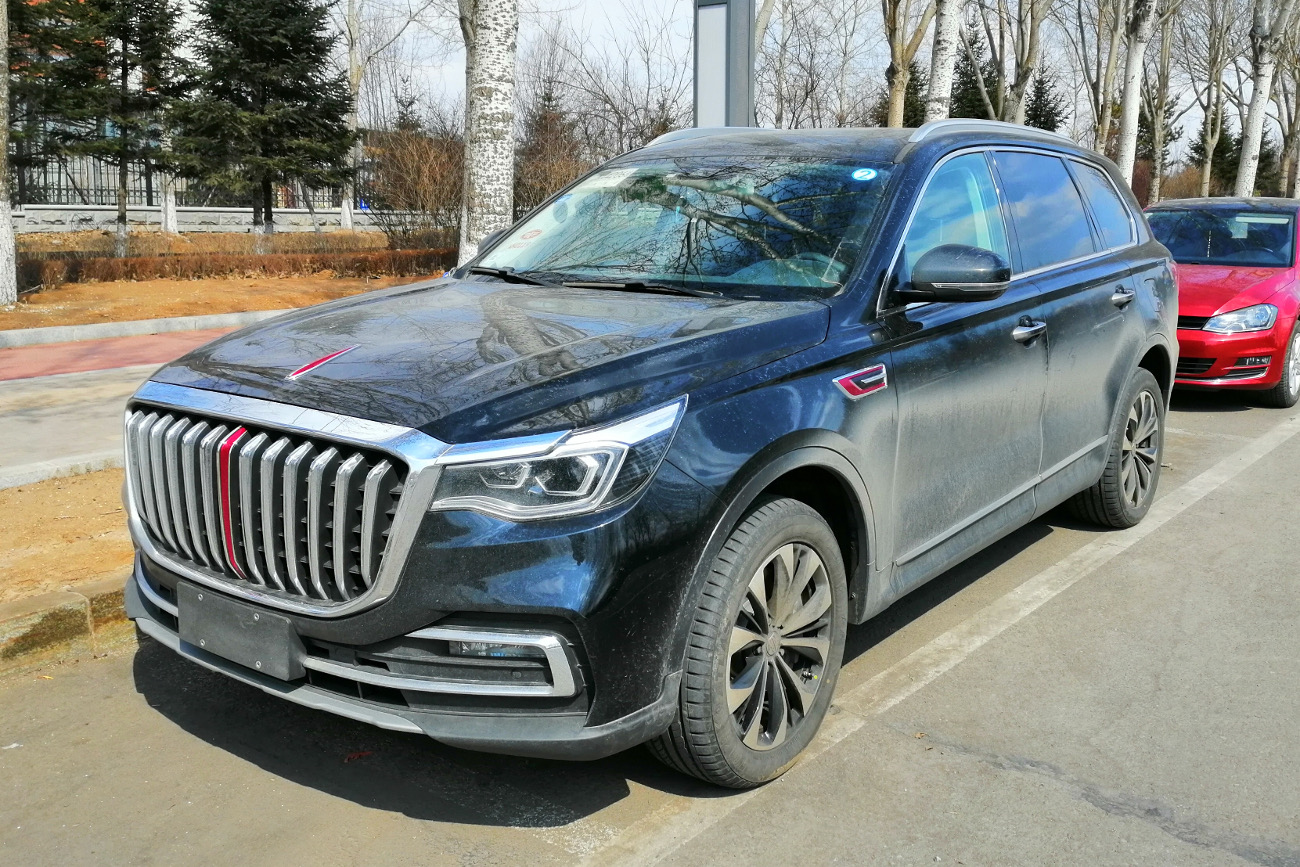
Hongqi HS7